# Katalog
Katalog è la quarta compilation del gruppo musicale black metal svedese Bathory, pubblicata nel 2003 dalla Black Mark.

## Tracce
1. Lake of Fire – 5:44
2. Armageddon – 2:30
3. Possessed – 2:40
4. Enter the Eternal Fire – 6:53
5. Odens Ride Over Nordland/A Fine Day to Die – 11:50
6. One Rode to Asa Bay – 9:20
7. Prologue/Twilight of the Gods/Epilogue – 13:39
8. Distinguish to Kill – 3:15
9. War Supply – 4:41
10. Woodwoman – 6:19
11. Outro – 0:25